# Stockholms-Tidningen

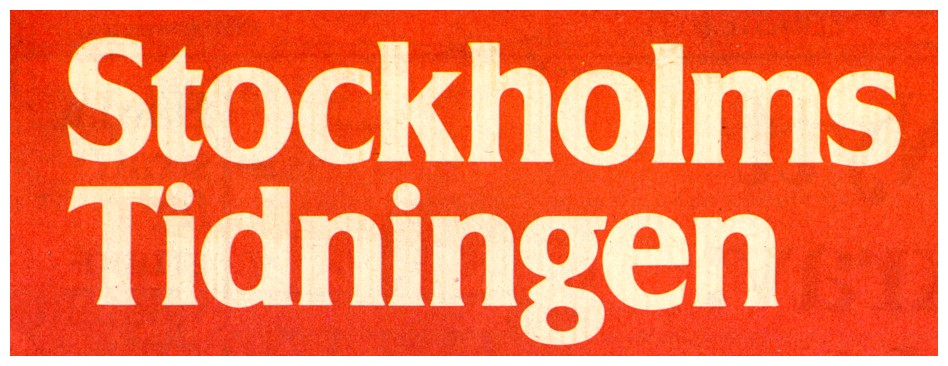
Stockholms-Tidningens Logo 1981–1984

Stockholms-Tidningen war eine schwedische Morgenzeitung, die von 1889 bis 1966 und 1981–1984 in Stockholm herausgegeben wurde. Seit 1993 existiert eine Lokalzeitschrift mit diesem Namen.

## 1889–1966
Die Stockholms-Tidningen wurde 1889 als überregionale liberale Tageszeitung gegründet. Schon bald war sie die größte Tageszeitung Skandinaviens mit einer Auflage von 100.000 Exemplaren. Während ihrer Glanzzeit war sie die führende Morgenzeitung mit starkem Engagement für soziale Reformen sowie stimmrechtlichen und kulturellen Fragen. Stockholms-Tidningen blieb bis Anfang der 1930er Jahre Schwedens größte Morgenzeitung, bis sie von Dagens Nyheter abgelöst wurde.
1931 wurde sie mit Stockholms Dagblad zusammengelegt und war während der 1930er Jahre das Sprachrohr der Liberalen mit u. a. Bertil Ohlin als Mitarbeiter. 1937 wurde die Zeitung von Torsten Kreuger erworben, dem auch Aftonbladet gehörte. 1956 verkaufte er Stockholms-Tidningen zusammen mit Aftonbladet an den schwedischen Gewerkschaftsbund, so bekam die Zeitung politisch eine sozialdemokratische Richtung. Am 27. Februar 1966 wurde die Herausgabe eingestellt, nachdem der Besitzer bedeutende Verluste eingefahren hatte.

## 1981–1984
Am Freitag, dem 18. September 1981 machte die schwedische Arbeiterbewegung einen neuen Versuch, Stockholms-Tidningen herauszugeben, diesmal lokal für Stockholm. Jedoch musste schon 1984 Konkurs angemeldet werde.

## Ab 1993
Stockholms-Tidningen wurde 1993 erneut gestartet, diesmal als Zeitschrift, die heute (2010) wöchentlich als Schwesterzeitschrift zu Aktuell i Politiken herauskommt und die der sozialdemokratischen Partei nahesteht. Sie wird hauptsächlich in Stockholm und Umgebung herausgegeben und hatte 2010 ca. 4.000 Abonnenten.

## Chefredakteure (Auswahl)
- 1907–1919 Knut Barr
- 1956–1959 Gustav Näsström
- 1980–1984 Sven O. Andersson
- 1993–2006 Ove Andersson
- 2006–? Eric Sundström
- derzeit (2010) Bengt Carlström